# Shishijima
Shishijima (獅子島? , in hiragana ししじま) è una delle isole che formano la città giapponese di Nagashima, nella prefettura di Kagoshima, e fa parte del territorio del Parco nazionale di Unzen-Amakusa (雲仙天草国立公園?, Unzen-Amakusa Kokuritsu Kōen).

## Geografia
Shishijima è l'isola più settentrionale della prefettura di Kagoshima, si trova a circa 4 km a nord est dell'isola di Nagashima ed essendo raggiungibile solo via mare rientra nella legge giapponese per lo sviluppo delle isole remote, la ritō shinkō-hō (離島振興法?). Ha una superficie di circa 17 km, un'estensione costiera di 36.5 km e il punto più alto dell'isola è la vetta del monte Shichirō (七郎山?) a 393 m s.l.m..

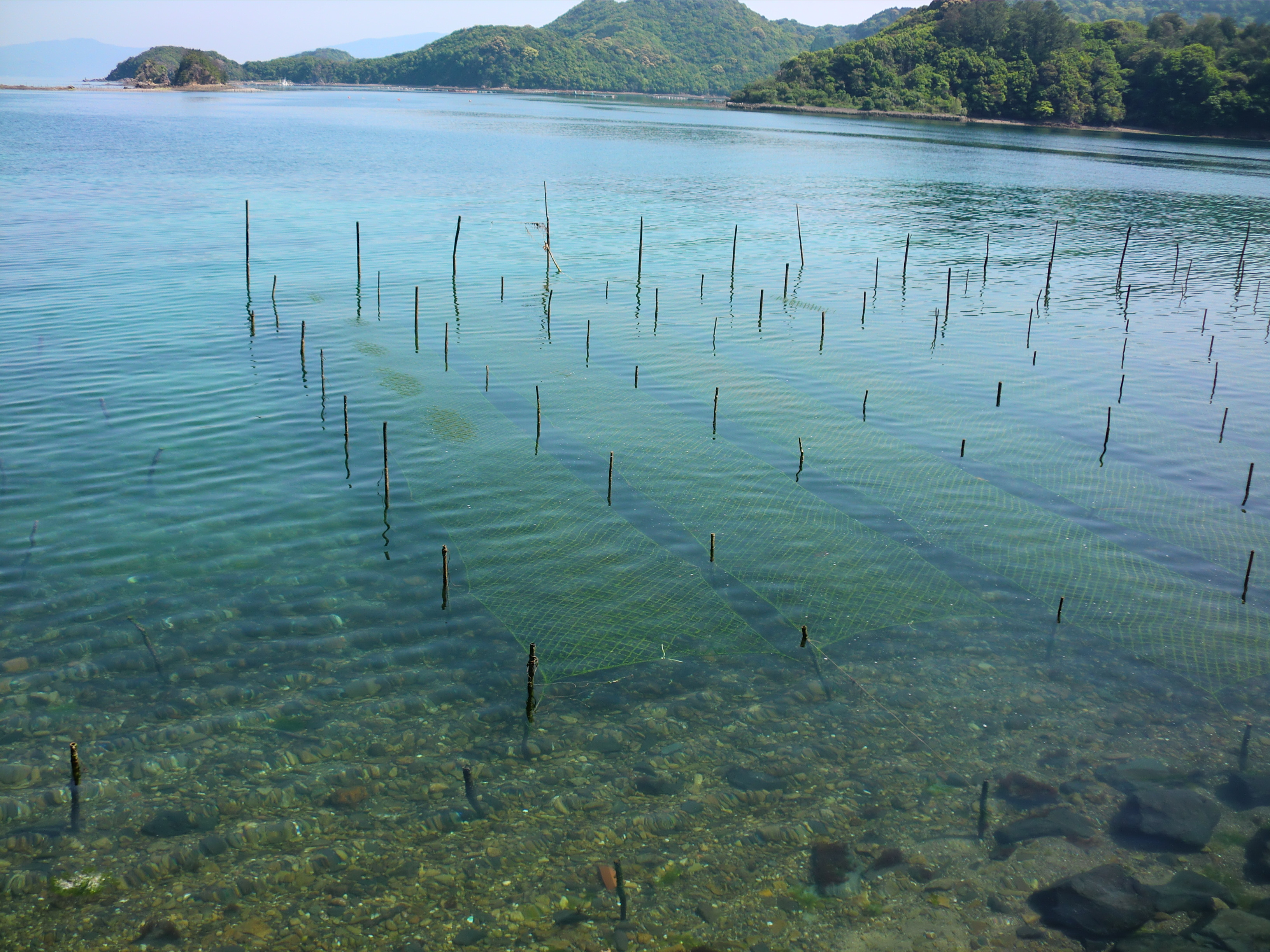
Coltivazione di ulva lungo la costa di Shishijima

La popolazione è di 689 persone (secondo un censimento del 2015) e le attività principali sono la pesca, la coltivazione di alghe e l'agricoltura. Il clima particolarmente mite, simile a quello mediterraneo, favorisce in particolar modo le coltivazioni di patate e di agrumi (come il tipico beniamanatsu (紅甘夏?), amanatsu (甘夏?), dekopon (デコポン?) e ponkan (ポンカン?)).

## Storia
Shishijima rimase un territorio disabitato per molto tempo, finché il signore feudale di Karatsu vi ripiegò dopo la sconfitta subita a seguito della rivolta del clan Hizen (肥前?) e decise di stabilirvisi.
Fino a circa la metà del periodo Muromachi veniva chiamata Higashinaka-jima (東仲島?) e faceva parte del territorio di Higo (肥後国?) ma nel 1565 Shichirō Shishitani (獅子谷七郎?), all'epoca signore locale, fu sconfitto dal clan Shimazu e l'isola venne annessa al territorio di Satsuma. Successivamente, il nome dell'isola fu cambiato in Shishijima, dal cognome del precedente signore.

## Luoghi di interesse
Shishijima, insieme alla vicina isola Goshōrajima (御所浦島?), della limitrofa prefettura di Kumamoto, è una delle zone del Giappone più ricche di fossili del periodo Cretacico, tra cui ammoniti, trigoniidae e nummulitoidea.
Nel 2008 sull'isola sono stati ritrovati i resti fossili di un elasmosauro, un dinosauro marino appartenente ai plesiosauri, che è stato chiamato Satsuma Utsunomiya Ryu (サツマウツノミヤリュウ?), dal nome dello scopritore, il cacciatore amatoriale di fossili Satoshi Utsunomiya (宇都宮聡?, Utsunomiya Satoshi).

## Curiosità
Shishijima dà il nome a tre antibiotici, Shishijimicin A, B e C, che sono stati scoperti nel Didemnum proliferum, un raro tipo di tunicata appartenente alla famiglia Didemnidae, presente nelle zone costiere dell'isola.